# Требиште (Маврово и Ростуша)
Требиште (мкд. Требиште) је насељено место у Северној Македонији, у западном делу државе. Требиште припада општини Маврово и Ростуша.

## Географија
Насеље Требиште је смештено у западном делу Северне Македоније. Од најближег већег града, Дебра, насеље је удаљено 20 km североисточно.
Требиште се налази у доњем делу историјске области Река. Насеље је положено високо, на источним висовима планине Дешат, док се даље ка истоку тло стрмо спушта у уску долину реке Радике. Надморска висина насеља је приближно 1.020 метара.
Клима у насељу је планинска.

## Историја
Место носи назив по старословенском појму "требиште", које означава "жртвиште" - место где се ритуално спаљују људи као жртве принете Богу.
Близу Требишта на једном високом узвишењу званом Модриса је Ђурађ Кастриотић Скендербег изградио око 1450. године утврђени град, од којег су остале само рушевине. Поставио је за команданта града Гојка Стреза свог синовца, под чијом командом је било 400 војника "са нешто артиљерије". Гојко је био син Скендербегове сестре Влајице и Стевана Стреза "господара од Балше". Скендербегов отац Иван I Кастриот је даровао манастиру Хиландару ово и село Ростушу..
У Требишту је 1875. године било 40 православних кућа и 20 арнаутских. Православно становништво Требишта се почетком 20. века изјашњавало Србима.
За време Турака 1885/1886. године у Требишту је постојала бугарска основна школа. Народна школа - али сада "Српска" се помиње и у извештају из 1911. године. Постављен је августа 1914. године за учитеља Радомир Златановић свршени ученик трећег разреда Учитељске школе. У месту је 1931. године радила мешовита основна школа. Познати међуратни учитељи у Требишту били су: Исаија Костић (1923), Мира Вуковић (1923-1924), Усеиновић Сулејман вероучитељ (1924), Јовићевић Стеван (1929-1930), Ејфуловић Ајрадин (1929), Митровић Станиша (1930-1936), Урошевић Милутин као приправник (1934), супружници Шуњеварић Лазар и Иванка (1938).

### Манастирац
Близу насеља налазили су се пре Другог светског рата Требишки ханови. То место је било од значаја јер је ту био (и нестао!) средњовековни српски манастир. Од некадашњег манастира након Првог светског рата остала је само камена чесма. Манастир је почео да се обнавља у време док је том дијецезом управљао владика Николај Велимировић, након Првог светског рата. Он је за старешину манастира у изградњи поставио познатог монаха Калиста Милуновића. Манастир је судећи по натпису на каменој чесми, подигао српски цар Душан, и посветио га Св. Арханђелу Гаврилу. План нове манастирске цркве израдио је Рус избеглица, грађевински инжењер Чечењев. Градитељ је био неимарству вичан додатно обучен (од стране Руса) сам монах Калист. Црква је замишљена са три олтара, а из прве цркве се улазило у главну цркву између седам стубова од тесаног камена, и то кроз осам врата. Храм је зидан четири године и имао је на крају два одељења са три олтара, а врх је постављен камени крст. Била је то велика богомоља од камена, са димензијама: висока 29 метара, дугачка 32 метра а широка 18 метара. У Другом светском рату једном приликом око 300 Шиптара из оближњег Требишта и околине, склонило се у манастирску цркву од бомбардовања. Међутим, пала је баш на храм велика бомба и сви су изгинули под палим кровом. Срушен је кров, али су зидови остали очувани. Након Другог светског рата црква је била покривена кровом од кестеновог дрвета. Када се канонски непризната Македонска црква одвојила од Српске православне цркве, неко је минирао храм динамитом и срушио је. Као да је на тај начин желео да избрише оно што подсећа на Србе на том подручју.

## Становништво
По попису становништва из 2002. године Требиште је имало 765 становника.
У селу живе заједнице етничких Македонаца (40%), Турака (36%) и Албанаца (21%). Заправо, већинско становништво је торбешко.
Већинска вероисповест у насељу је ислам. Раније је у селу постојала и значајна православна заједница.